# Lista de instituições de ensino superior na Guiné-Bissau
Esta é uma lista das universidades e instituições de ensino superior na Guiné-Bissau, ordenadas por tipo e ordem alfabética.

## Públicas
- Universidade Amílcar Cabral
  - Faculdade de Direito de Bissau
- Escola Nacional de Administração
- Escola Superior de Educação da Guiné-Bissau
  - Escola Normal Superior Tchico Té
  - Escola Nacional de Educação Física e Desporto
  - Escola Nacional 17 de Fevereiro
  - Escola Nacional Amílcar Cabral
- Escola Nacional de Saúde da Guiné-Bissau
  - Faculdade de Medicina Raúl Diaz Arguelles
  - Escola Técnica de Quadros da Saúde Dr. Fernando Cabral

## Privadas
- Universidade Colinas de Boé
- Universidade Católica da Guiné-Bissau
- Universidade Guiné-Bissau Brasil Holanda
- Universidade Jean Piaget da Guiné-Bissau
- Universidade Lusófona da Guiné-Bissau
- Universidade Nova da Guiné
- Instituto Superior Politécnico Benhoblo